# Bruno Fleischer
Bruno Otto Fleischer (* 2. Mai 1874 in Stuttgart; † 26. März 1965 in Erlangen) war ein deutscher Augenarzt.

## Leben
Bruno Fleischer, am 2. Mai 1874 in Stuttgart geboren, widmete sich nach dem Abitur einem Studium der Medizin an den Universitäten Tübingen, Genf sowie Berlin, das er 1898 in Tübingen mit dem Erwerb des akademischen Grades eines Dr. med. abschloss. In der Folge erhielt Fleischer dort eine Assistentenstelle an der Augenklinik, bevor er sich 1904 für Ophthalmologie habilitierte und 1909 zum außerordentlichen Professor ernannt wurde. Als Tübinger Student schloss er sich im Wintersemester 1892/93 der Akademischen Verbindung Igel zu Tübingen an.
1920 folgte Bruno Fleischer dem Ruf an die Universität Erlangen für den Lehrstuhl der Ophthalmologie. Fleischer, der wie viele seiner Generationskollegen nicht der NSDAP beigetreten war, füllte diese Position bis zu seiner Emeritierung 1951 aus. Bruno Fleischer verstarb am 26. März 1965 wenige Wochen vor Vollendung seines 91. Lebensjahres in Erlangen.
Bruno Fleischer beschrieb 1903 unabhängig von der 1902 von seinem Kollegen Bernhard Kayser veröffentlichten Arbeit den später nach ihnen beiden benannten Kayser-Fleischer-Kornealring bei der Wilson-Krankheit. Ebenfalls nach ihm benannt wurde der Fleischer Ring, eine Eisenablagerung in den äußeren Epithelzellen. Charakteristisch sind sie für gewöhnlich gelblich bis dunkelbraun und können durchgehend unterbrochen sein.

## Publikationen
- Über einen Fall von Akranie mit Amnionverwachsung und seitlicher Nasenspalte und über einen Fall von Nothencephalie: ein Beitrag zur Theorie der Hemicephalie, 1898
- Beiträge zur Histologie der Tränendrüse und zur Lehre von den Secretgranula, 1904
- Verhütung erblicher Augenleiden: Rede anläßlich der Übernahme des Rektorats, gehalten am 4. Nov. 1929, 1930